# Dombeya rodriguesiana
Dombeya rodriguesiana là một loài thực vật có hoa trong họ Cẩm quỳ. Loài này được F.Friedmann mô tả khoa học đầu tiên năm 1981.